# Villadsens Gård
Villadsens Gård er en bygning placeret i Sct. Mogens Gade 9 ved domkirkekvarteret i Viborg. Den er opført omkring år 1530 som en adelig bygård. Bygningen blev udvidet i 1643. I 1884 restaurerede arkitekt H.C. Amberg bygningen. Bygningen har været fredet siden 1918.
Bygningen er navngivet efter biskop Peder Villadsen der boede på stedet.